# Confusión de Confusiones
Confusión de Confusiones è un saggio di Joseph de la Vega , il primo libro della storia a trattare il tema delle attività di borsa.

## Contenuto
Scritta in spagnolo con il titolo "Confusión de Confusiones", l'opera fu stampata ad Amsterdam e pubblicata ad Anversa. Sebbene non fornisse un resoconto descrittivo del processo di negoziazione azionaria, Joseph presentò la storia della speculazione su azioni e ducati, familiarizzando il lettore con i sofisticati strumenti finanziari utilizzati. Utilizzò un formato a dialogo che permetteva al lettore di comprendere le rispettive prospettive dei vari partecipanti al mercato e le complessità della speculazione e del trading. In "Confusión de Confusiones" si trovano tracce di tre principali distorsioni cognitive: il comportamento gregario, l'eccesso di fiducia e l'avversione al rimpianto. 
Joseph formulò inoltre quattro principi fondamentali che rimangono attuali ancora oggi: 
- La prima regola della speculazione è: non consigliare mai a nessuno di comprare o vendere azioni. Poiché indovinare correttamente è una forma di stregoneria, il consiglio non può essere dato con leggerezza.
- La seconda regola: accetta sia i tuoi guadagni che i tuoi rimpianti. È meglio cogliere l'attimo fuggente quando arriva, e non aspettarsi che la fortuna e le circostanze favorevoli durino.
- La terza regola: il profitto nel mercato azionario è un tesoro goblinico: in un momento sono rubini, in un altro carbone; in un momento diamanti, in un altro sassi. A volte sono le lacrime che l'Aurora lascia sull'erba dolce del mattino, altre volte sono solo lacrime.
- La quarta regola: chi vuole arricchirsi con questo gioco deve avere sia soldi che pazienza.

## Edizioni
- (ES) Confusión de Confusiones, 1688.
- (ES) Confusión de confusiones : diálogos curiosos entre un filósofo agudo, un mercader discreto y un accionista erudito, traduzione di Emilio Atmetlla Benavent, 2ª ed., Profit Editorial, 2018,  p. 144, ISBN 978-8417209100.
- (EN) Confusion de Confusiones [1688]: Portions Descriptive of the Amsterdam Stock Exchange, stanfordpub.com, 2024,  p. 68, ISBN 978-1998050109.